# Ormiophasia morardi
Ormiophasia morardi är en tvåvingeart som först beskrevs av Seguy 1926.  Ormiophasia morardi ingår i släktet Ormiophasia och familjen parasitflugor.
Artens utbredningsområde är Franska Guyana. Inga underarter finns listade i Catalogue of Life.